# Деревій щетинистий
Деревій щетинистий або дереві́й щетиня́стий (Achillea setacea) — багаторічна трав'яниста відлегловолохато-повстиста рослина родини айстрових (складноцвітих).

## Загальна біоморфологічна характеристика
Стебла прямостоячі, прості, 30—60 см заввишки. Листки лінійні або вузьколанцетні; прикореневі — короткочерешкові, всі інші — сидячі. Серединні стеблові листки 4—6 см завдовжки і 0,8—1,2 см завширшки, двічі перисто розсічені на вузькі ниткоподібні частки; сегменти першого порядку розташовані по центральній жилці на віддалі 2,2—4 мм. Кінцеві частки листків щетиноподібно-лінійні, близько 0,2 мм завширшки. Квітки зібрані в дрібні кошики, що утворюють щиток; крайові маточкові квітки язичкові, білі або трохи жовтаві, серединні — трубчасті, двостатеві; язички крайових квіток 0,9—1,5 мм завдовжки і 1—2 мм завширшки, з трьома невеличкими тупими частками на верхівці. Плід — сім'янка. Цвіте у травні — вересні.

## Поширення
Росте на степах, суходільних луках, біля доріг по всій території України, але найбільше його в Степу і в Криму.
Заготівля і зберігання, хімічний склад, фармакологічні властивості і використання, лікарські форми і застосування — усе так, як у статті Деревій звичайний.